# Mimosa cafesiana
Mimosa cafesiana är en ärtväxtart som beskrevs av Teodoro Rojas. Mimosa cafesiana ingår i släktet mimosor, och familjen ärtväxter. Inga underarter finns listade i Catalogue of Life.